# Horisme semipleta
Horisme semipleta là một loài bướm đêm trong họ Geometridae.